# توب غير (موسم 2)
توب غير 2 (بالإنجليزية: Top Gear)‏ هو السلسلة الثانية للبرنامج التلفزيوني البريطاني الذي يهتم بالمركبات، توب جير، تم إنتاجه في المملكة المتحدة. بدأ عرضه في سنة 2003. عرض على بي بي سي تو. بلغ عدد حلقاته 10 حلقات، تم بث البرنامج لأول مرة بتاريخ 11 مايو 2003 بينما تم بث آخر حلقة منه بتاريخ 20 يوليو 2003. مقدمو البرنامج جيرمي كلاركسون، ريتشارد هاموند وجيمس ماي.